# Národní park Banc d'Arguin
Národní park Banc d'Arguin (arabsky حوض أركين‎) je národní park ležící v zálivu Arguin v západní Africe na západním pobřeží Mauritánie mezi městy Nuakšott a Nuadhibú. Národní park byl vyhlášen v roce 1978. Oblast je od roku 1989 zapsána na seznam světového dědictví UNESCO. Je významným hnízdištěm stěhovavých ptáků, včetně plameňáků, pelikánů nebo vzácného jespáčka ploskozobého. Hnízdí převážně na písečných březích, často na ostrovech Tidra, Niroumi, Nair, Kijji a Arguin. Obrovské rozlehlé plochy parku poskytují každoročně domov pro více než dva miliony migrujících ptáků patnácti druhů ze severní Evropy, Sibiře a Grónska. Mírné klima v regionu a relativní vylidněnost (v parku trvale sídlí jen 500 Imraguenů) činí tento park jedním z nejdůležitějších míst na světě pro tyto druhy. Vody kolem parku jsou jedny z nejbohatších rybářských vod v západní Africe. V roce 2006 Mauretánie prodala rybářská práva v této oblasti Evropské unii, za odepsání části dluhu, což vyvolalo kritiku ochránců životního prostředí. Národní park Banc d'Arguin byl zřízen nejen za účelem ochrany ptáků a ryb, ale i geologických lokalit cenných vědecky i esteticky. Slouží také k rekreaci široké veřejnosti.